# Chiesa di Santa Maria Maggiore (Sondalo)
La chiesa collegiata di Santa Maria Maggiore, conosciuta anche come la chiesa di Assunta in Cielo, è il principale luogo di culto cattolico di Sondalo, in provincia di Sondrio e diocesi di Como; è inserita nell'unità pastorale di 27 - Grosio.

## Storia
La parrocchia della comunità cristiana di Sondalo ha una storia molto antica, risulta citata in un privilegio di papa Innocenzo III che indica la dipendenza al monastero di Sant'Abbondio della chiesa dedicata a Sant'Agnese.
La parrocchialità di Sondalo sorse intorno al XII secolo. In un privilegio del 1208, papa Innocenzo III confermava la dipendenza della chiesa di Sant'Agnese al monastero di Sant'Abbondio dei monaci benedettini che era presente sul territorio valtellinese fondato dal vescovo di Como Alberico nel 1010. I monaci fino al Cinquecento potevano nominare o dovevano approvare la nomina del clero titolato alla gestione della chiesa avendone la sudditanza, come indicato anche dal papa già nel 1208. La parrocchiale fu poi spostata nell'antica chiesa di Santa Marta come indicato dal presbitero e storico Francesco Saverio Quadrio, e successivamente nella nuova chiesa, edificata su di un piccolo edificio dedicato a santa Maria, risalente al 1340, per questo poi detta Maggiore e inizialmente dedicata a santa Maria Assunta come risulta nella relazione della visita pastorale del vescovo Feliciano Ninguarda degli ultimi anni del XVI secolo.
Nel 1614 la chiesa fu visitata dal vescovo Filippo Archinto dalla cui relazione risulta che fosse ancora inserita nella pieve di Mazzo con la presenza della confraternita del Santissimo Rosario che gestiva l'altare maggiore con frate Vincenzo da San Severino.
La chiesa fu innalzata con l'aiuto dei sondalini su un territorio di proprietà dei frati benedettini, per questo i frati ebbero il diritto sulla nomina dei presbiteri fino alla cessione della chiesa al comune e la nomina diretta dei prelati nel 1622 da parte dei sindaci della vicinia. L'archivio parrocchiale è documentato dall'11 febbraio 1622, mentre le relazioni precedenti sono conservate nell'archivio del convento benedettino. Fu Federico Borromeo nel 1664, quando era nunzio apostolico e patriarca titolare di Alessandria, a elevare in prepositura la chiesa con facoltà di legato a letere aggregandola al vicariato di Grosio.
Alla fine del Seicento fu innalzata la nuova torre campanaria a opera di un certo Capitani capomastro di Sondalo, costruzione terminata nel 1689. Dalla relazione del 1874, risulta che fu ultimata la cupola che in precedenza era in calce, lasciandola però nella forma originale. La chiesa aveva già nel 1741 un organo funzionante, che era stato già fatto accordare da Francesco Nicolò.
Nell'Ottocento la chiesa fu dedicata a Santa Maria Maggiore come indicato nella relazione dalla visita vicariale di Teodoro Valfrè di Bonzo venendo nella seconda metà del secolo nuovamente decorata e abbellita in stile neoclassico. Fu affrescata la volta, decorate le cappelle laterali, e il coro dagli artisti luganesi Carlo e Giuseppe Righini coadiuvati dall'artista proveniente dalla Val d'Intelvi Amadeo Carissimi. L'archivio documenta la spesa di lire 1475. La spesa comprendeva le nuove cornici delle finestre, il dipinto della Madonna Immacolata sul coro e altri dipinti. I lavori di doratura degli arredi furono eseguiti nel 1878, con la doratura del pulpito e della cantoria dell'organo che erano stati posti già all'inizio del XIX secolo. Del medesimo tempo è la doratura del trono della Madonna che veniva esposto nelle processioni, con la realizzazione della veste per la Vergine fatto eseguire dalle donne di Sondalo. Negli ultimi anni dell'Ottocento furono eseguiti lavori sul sagrato, con la rimozione  della zona cimiteriale. Il 20 aprile 1895 furono iniziati i lavori di ampliamento della chiesa con l'aggiunta di una nuova navata su progetto dell'ingegnere Vladimiro Pinchetti. Nel 1927 fu sostituito il vecchio battistero in noce a opera di Rivetti Paolo di Roveto, mentre il bassorilievo raffigurante il Battesimo di Gesù nelle acque del Giordano o lavoro di un intagliatore locale.
Durante i lavori di restauro furono ritrovati parti del grande affresco che era posto sul coro opera di Fermo Stella del 1527, raffiguranti Storie della vita di Gesù. Alcune sezioni sono state strappate e conservate nel Museo di storia ed arte di Sondrio, mentre altre sezioni sono state lasciate sopra l'altare maggiore.

## Descrizione

### Esterno
L'edificio di culto di grandi dimensioni, è posto sopra un'altura raggiungibile da una gradinata, e presenta un lungo ambulacro che lo accompagna sui lati sud e ovest, con numerose aperture e diviso in due parti dalla torre campanaria. Il porticato è composto da numerose aperture formate da archi sorretti da colonne in pietra locale con capitelli d'ordine tuscanico poggianti su un muretto, e con volte a crociera.  La parte a sud ospita centralmente l'ingresso maggiore con paraste e architrave in pietra. Il complesso si compone di più edifici, e ospita anche i fabbricati che erano della congregazione dei disciplini e di sant'Antonio da Padova e l'oratorio dedicato a Santa Dorotea.

### Interno
L'interno della chiesa si presenta a navata unica con sei cappelle laterali. Di valore conserva il ciborio a forma di tempietto posto sull'altare maggiore e eseguito nel 1696 da Michele Cogoli e dorato da Antonio Fogaroli nel 1707, composto da numerose statuine raffiguranti i misteri della fede, di cui alcune trafugate nel 1981 e sostituite.